# Arisa Satō
Arisa Satō (佐藤あり紗?, Satō Arisa; Sendai, 18 luglio 1989) è un'ex pallavolista giapponese nel ruolo di libero.

## Carriera
La carriera di Arisa Satō inizia nei tornei scolastici giapponesi. Una volta finite le scuole superiori, continua a giocare per la squadra della propria università, la Tohoku Fukushi University, nella quale trascorre quattro stagioni. Nella stagione 2012-13 fa il suo esordio da professionista in V.Challenge League con l'Hitachi Rivale, ottenendo la promozione in V.Premier League e ricevendo il premio di miglior ricevitrice della categoria; nel 2013 viene convocata per la prima volta nella nazionale giapponese, vincendo la medaglia d'argento al campionato asiatico e oceaniano e quella di bronzo alla Grand Champions Cup.

## Palmarès

### Premi individuali
- 2013 - V.Challenge League giapponese: Miglior ricevitrice
- 2013 - Grand Champions Cup: Miglior libero
- 2014 - V.Premier League giapponese: Miglior difesa